# Neanops caecus
Neanops caecus – gatunek chrząszcza z rodziny biegaczowatych i podrodziny Trechinae.

## Taksonomia
Gatunek został opisany w 1960 roku przez Everarda Baldwina Brittona jako Duvaliomimus caecus. Do rodzaju Neanops przeniósł go w 1977 roku Uéno. Jego redeskrypcji dokonał w 2010 roku James Ian Townsend.

## Opis
Ciało długości od 3,3 do 3,5 mm, rudobrązowe, z czułkami, odnóżami i głaszczkami trochę jaśniejszymi. Warga górna obrzeżone, z 6 szczecinkami, a nadustek z 4. Żuwaczki smukłe z ostrym ząbkiem premolarnym. Oczu bark. 3 człon czułków najdłuższy. Przedplecze prawie sercowate, o bokach delikatnie zafalowanych wierzchołkowo, węższych ku tyłowi, a tylnych kątach tępych. Dysk przedplecza z dwiema szczecinkami po każdej stronie linii środkowej. Pokrywy o bokach wąsko wygiętych, wierzchołkach odgraniczenie zaokrąglonych, ramionach wyraźnych, międzyrzędach nieco wypukłych przy szwie i płaskich gdzie indziej, a rzędzie trzecim z 4 szczecinkami. Edeagus samca mały, nieco powiększony w części wierzchołkowej. Ostium otwarte na jego wierzchołku i otoczone nieregularnymi blaszkami. Przewód genitalny samic z wyraźnym spermatekopodobnym gruczołem, szeroko złączonym z torebką kopulacyjną.

## Występowanie
Gatunek ten jest endemitem Nowej Zelandii, znanym wyłącznie z regionu Waikato na Wyspie Północnej, gdzie występuje m.in. w jaskiniach Fred Cave i Broken Hill Cave.